# 신비아파트 외전: 기억, 하리 2
《기억, 하리 2》는 투니버스에서 방송하는 TV 드라마이다. 2019년 2월 15일부터 4월 5일까지 매주 금요일 저녁 8시에 방영했으며, 신비아파트 시리즈의 외전 실사 드라마다.

## 등장 인물
- 박지예 - 구하리
- 현준 - 최강림
- 장소정 - 이가은
- 정성영 - 김현우

## 방영 목록
| 회차 | 제목                       | 방송 날짜 (투니버스) |
| ---- | -------------------------- | -------------------- |
| 1회  | 쭉... 우린 친구?           | 2019년 2월 15일      |
| 2회  | 싸가지 없는 애가 되는 거지 | 2019년 2월 22일      |
| 3회  | 나, 강림이 좋아해          | 2019년 3월 1일       |
| 4회  | 희선이가 걱정이야          | 2019년 3월 8일       |
| 5회  | 둘 다 죽게 될 거야         | 2019년 3월 15일      |
| 6회  | 움직이지 마!               | 2019년 3월 22일      |
| 7회  | 다... 얼어버렸어!          | 2019년 3월 29일      |
| 8회  | 엇갈린 기억                | 2019년 4월 5일       |

## 스토리
학교에서 일어난 미스터리 사건을 해결하고, 시간이 흘러 하리와 친구들은 겨울방학을 맞아 펜션으로 놀러왔다. 즐겁게 놀고 있던 어느 날 펜션에 있던 같은 투숙객 한 명이 실종되는 일이 발생한다. 그 때부터 펜션 전체에서 미스터리한 일들이 발생하게 되는데...

## TMI
[1]: 《기억, 하리 2》의 티저는 2019년 1월 25일 유튜브 신비아파트 공식채널에서 공개되었다.
[2]: 시즌2가 되면서 전체적인 인물의 스타일링이 변경되었다. 이 변화에 호불호가 갈리기도 한다.
[3]: 시즌1에 박주민 역을 맡았던 이동길 배우가 특별출연으로 등장한다.